# قصر جبرة التاريخي
قصر جبرة هو قصر أثري تاريخي يقع في الطائف غرب المملكة العربية السعودية.

## سبب التسمية
قصر جبره سمي نسبة إلى جبرة المخزومية القرشية زوجة أحد الأمراء في العهد الأموي، وبناه الوزير عبدالله السليمان.

## النمط المعماري
شيد فوق ربوة عالية على الطرازين الإسلامي والروماني ويتميز بنمط من تصاميم العمارة الإسلامية

## تفاصيل القصر
يضم القصر 3 طوابق وبهوا ضخما والعديد من الغرف وقبوا، ومدخلا مزينا بالزخارف الجميلة، وتتوسط باحة القصر نافورة ماء،
وعلى الرغم من تقادم السنين عليه إلا أن القصر لا يزال محتفظا ببقايا ملامح شكله وأسلوب بنائه .

## النقوش
يتميز القصر بالعديد من نقوش النحت المرسومة على الجدران والسقوف، بما يجسد طرازا لافتا من فنون العمارة في زمن مضى، نقشت هذه الاية الكريمة على مدخل القصر (وَقُل رَّبِّ أَدْخِلْنِي مُدْخَلَ صِدْقٍ وَأَخْرِجْنِي مُخْرَجَ صِدْقٍ وَاجْعَل لِّي مِن لَّدُنكَ سُلْطَانًا نَّصِيرًا)

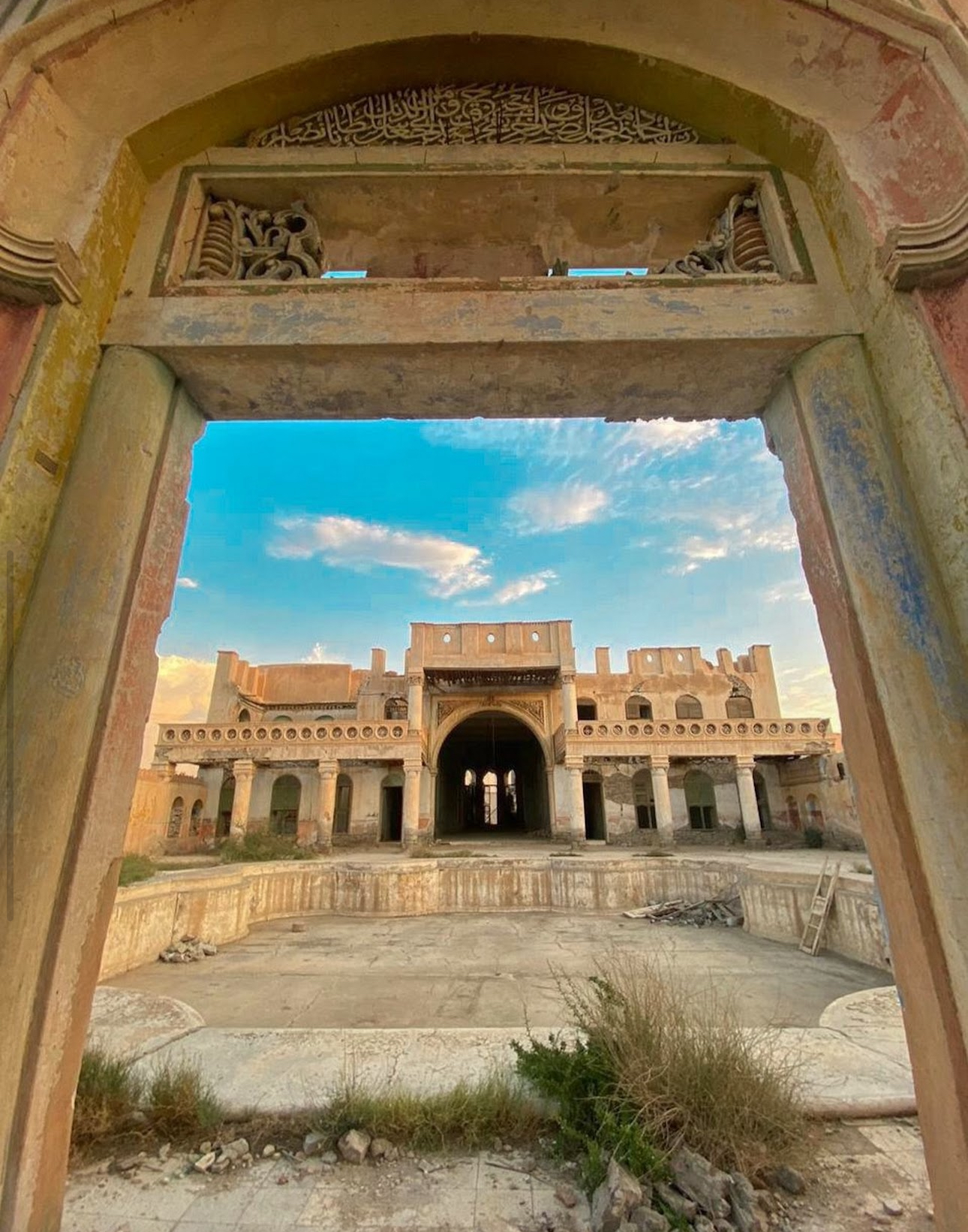
الآية الكريمة المكتوبة في مدخل القصر